# Северин Любомльчик
Северин Любомльчик (1532, Любомль — 1612, Краків) — домініканський агіограф і полеміст, доктор теології.

## Біографія
Народився Северин Любомльчик у 1532 році в Любомлі у єврейській родині. Вже в зрілому віці, близько 30 років, відійшов від юдейської віри, прийняв католицизм, вступивши до ордену домініканців і був охрещений в Луцьку. В Кракові постригся в монахи. Навчався в Парижі, де здобув науковий ступінь. Пізніше продовжив навчання в столиці домініканського ордену міста Саламанка (Іспанія). Здобув ступінь доктора теології. Повернувшись у Польщу, розвинув контрреформаційну діяльність. Прославився як промовець. Мав вплив на польського короля Стефана Баторія і Сигізмунда ІІІ. Опублікував багато теологічних праць. Він відомий у католицькому світі як домініканський агіограф (описувач життя святих) і полеміст. Помер Северин Любомльчик у 1612 році в Кракові.

## Джерело
- Упорядник Склянчук М. Ю. Любомльщина історична, туристична, інвестиційно приваблива: Довідник-путівник. — Луцьк: Надстир'я, 2011. — 256 с.+іл. ISBN 978-966-517-717-3